# Щука (приток Суводи)
Щука — река в России, протекает по Верхошижемскому и Советскому районам Кировской области. Устье реки находится в 18 км от устья Суводи по правому берегу. Длина реки составляет 14 км.
Исток реки южнее села Мякиши. Река течёт на юго-восток по ненаселённому лесу. Впадает в Суводь выше одноимённой деревни.

## Данные водного реестра
По данным государственного водного реестра России относится к Камскому бассейновому округу, водохозяйственный участок реки — Вятка от города Котельнич до водомерного поста посёлка городского типа Аркуль, речной подбассейн реки — Вятка. Речной бассейн реки — Кама.
Код объекта в государственном водном реестре — 10010300412111100037600.